# Harbé
Harbé foi negus (rei) do Reino Zagué. Segundo Taddesse Tamrat, era filho de Zã Seium, o irmão de Tentauidim. Huntingford não o inclui em sua lista de reis zagués.

## Vida
Segundo Richard Pankhurst, Harbé tentou findar o domínio do Egito sobre a Igreja Etíope, aumentando para sete o número de bispos ordenados em seu país. Porém, o prelado Aba Micael recusou, dizendo que isso só podia ser feito pelo patriarca de Alexandria, então o negus enviou cartas ao patriarca e califa do Egito. O califa foi o primeiro a simpatizar com o pedido, mas o prelado o alertou que com tantos bispos poderiam nomear seu próprio arcebispo e ser livres para criar "inimizade e hostilidade" com os vizinhos muçulmanos. Ao retornarem com a resposta, os emissários presenciaram o país experimentado grande fome e pestilência. "Essas foram as primeiras calamidades às quais há menção histórica".